# 阿瑪斯特里絲
阿瑪斯特里絲（希臘語：Aμαστρις；公元284年被殺），歐克西亞提斯（Oxyathres，大流士三世之兄弟）的女兒，由亞歷山大大帝賜婚嫁予 克拉特魯斯。但克拉特魯斯屬意安提帕特的女兒菲拉，阿瑪斯特里絲因此在公元前322年下嫁赫拉克利亞（Heraclea）僭主戴歐尼修斯（Dionysius）。戴歐尼修斯於公元前306年逝世後，留下三名子女──克里爾巧斯、歐克西亞提斯及阿瑪斯特里絲──由阿瑪斯特里絲監管。公元前306年，她改嫁馬其頓國王利西馬科斯。但利西馬科斯很快便拋棄了她，另娶埃及托勒密國王托勒密一世的女兒阿爾西諾伊為妻；之後，阿瑪斯特里絲退隱赫拉克利亞，並由她管治該地。在公元300年 之後不久，她征服及合併了四個位於帕夫拉哥尼亞（Paphlagonia）海岸的小鎮（Sesamus、Cronma、Cytorus及Tium），建立了一個以她的名字命名的城市（Amarsa）。其中一個城鎮（Tium）其後恢復自主，但其餘三鎮仍是阿瑪斯特里絲領土上一個城市的一部份。阿瑪斯特里絲約在公元前284年被兩個兒子淹死。她兩名兒子其後被利西馬科斯處死。